# لين رو
لين رو (بالإنجليزية: Len Roe)‏ هو لاعب كرة قدم بريطاني في مركز نصف الجناح، ولد في 11 يناير 1932 في Hayes, Hillingdon ‏ في المملكة المتحدة. لعب مع نادي برينتفورد ونادي هيلينغدون بورو.